# Грибельшид
Грибельшид (нем. Griebelschied) — община в Германии, в земле Рейнланд-Пфальц. 
Входит в состав района Биркенфельд. Подчиняется управлению Херрштайн.  Население составляет 185 человек (на 31 декабря 2010 года). Занимает площадь 4,19 км².